# Lunette de Romans
La lunette  de Romans est un sablé pâtissier fourré originaire de Romans-sur-Isère qui a la forme d'un ovale aux bords dentelés et recouvert de sucre glace.

## Étymologie
Le biscuit est composé de deux sablés ovales superposés. Le nom lunette vient des deux trous dont est percé le sablé supérieur. Comme ils laissent voir le fourrage à la gelée de fruit, cela rappelle deux yeux derrière une paire de lunettes,. Même si l'on trouve ce sablé dans nombre de pâtisseries en France, son lieu d'origine incontestable est le Dauphiné à Romans-sur-Isère.

## Origine
Ce sablé est dérivé d'un biscuit italien, le milanais, dont la fabrication remonte au Moyen Âge, en Italie. C'est un sablé percé d'un trou, que des immigrants transalpins auraient fait connaître dans le Dauphiné. Les Piémontais, venus dans le Vercors, région productrice de fruits, reconstituèrent leur pâtisserie en la fourrant de confiture de fruits.
Actuellement, si ce milanais est toujours fabriqué en Italie, il est aussi et surtout devenu un biscuit de Noël, incontournable en Suisse et un grand classique de la cuisine helvétique.

## Présentation
Ce sablé est composé de deux épaisseurs de biscuit superposées et garni d'un fourrage (gelée framboise ou d'abricot) sa partie supérieure est toujours percée de deux trous,. Son contour est en forme de dentelle et le dessus du biscuit saupoudré de sucre glace.

## Composition
L'élément principal des lunettes de Romans est la pâte sablée (80 %). Les principaux ingrédients nécessaires à sa composition sont la farine, le sucre, les œufs, le beurre et la levure. Le fourrage est une confiture gélifiée,, fraise, abricot, mûre, framboise, myrtille de l’Ardèche, citron et même caramel ou chocolat. Pour les fruits, il est constitué généralement de sucre, de sirop, de purée de fruit et de gélifiant. 

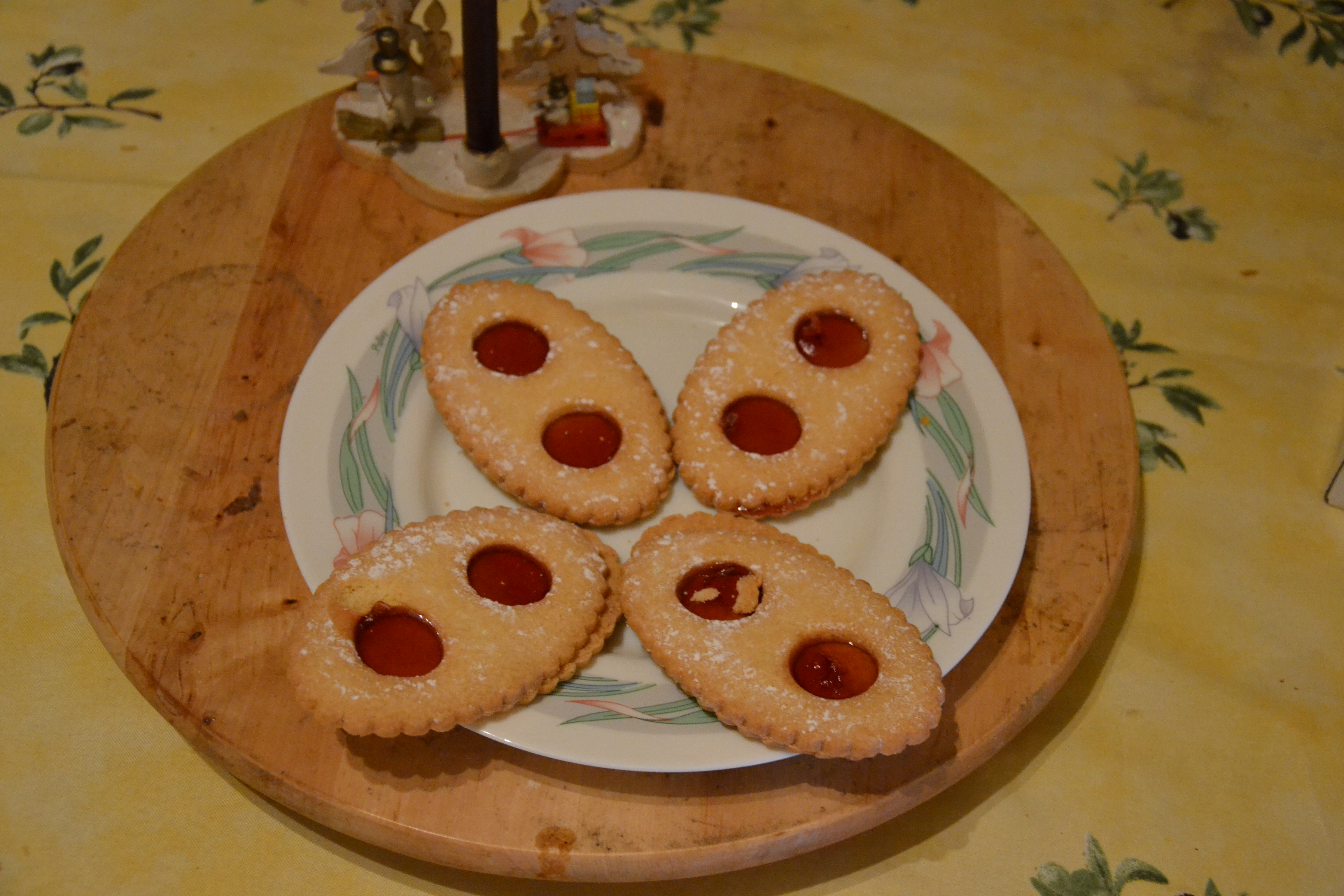
Lunettes de Romans à la framboise
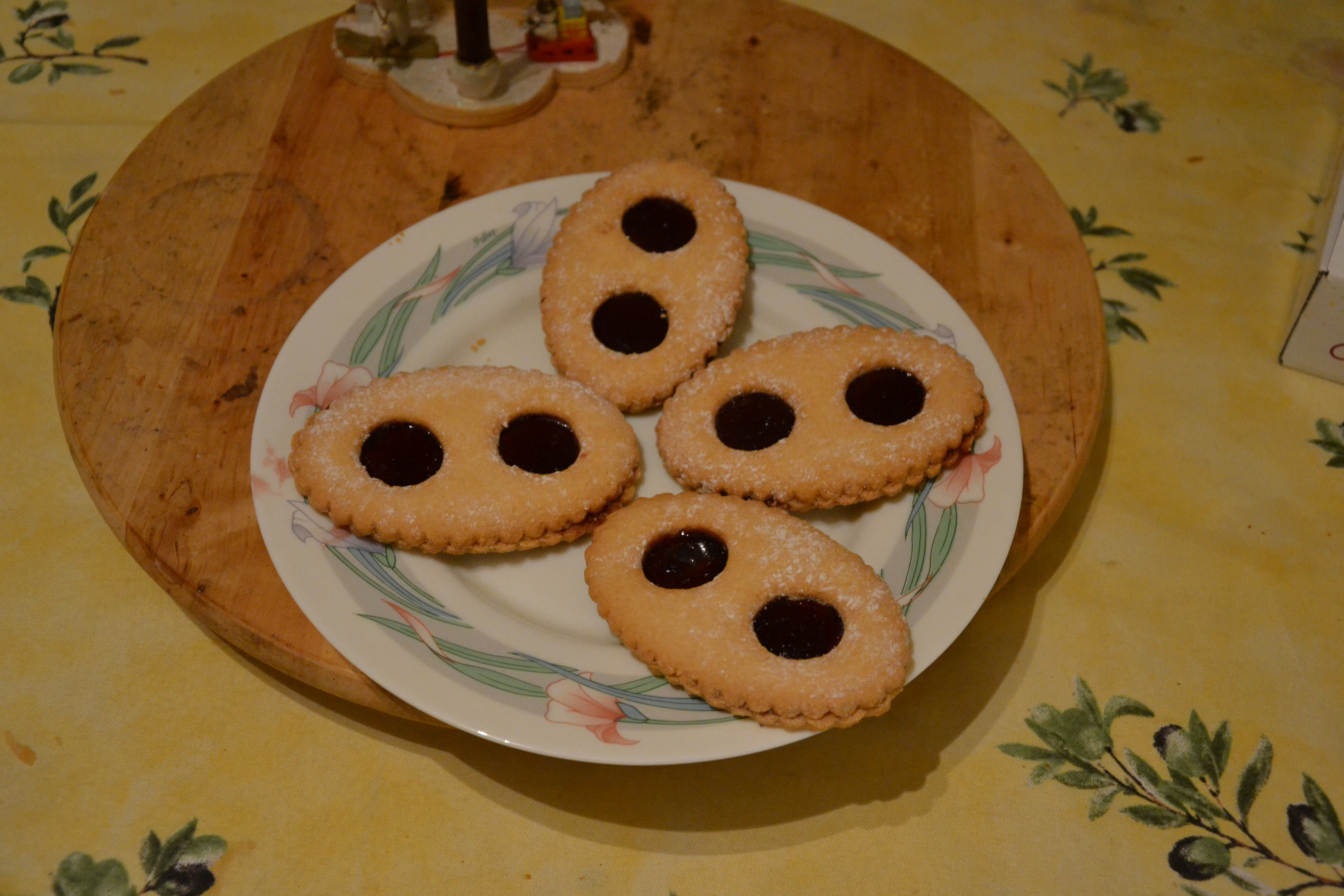
Lunettes de Romans à la myrtille
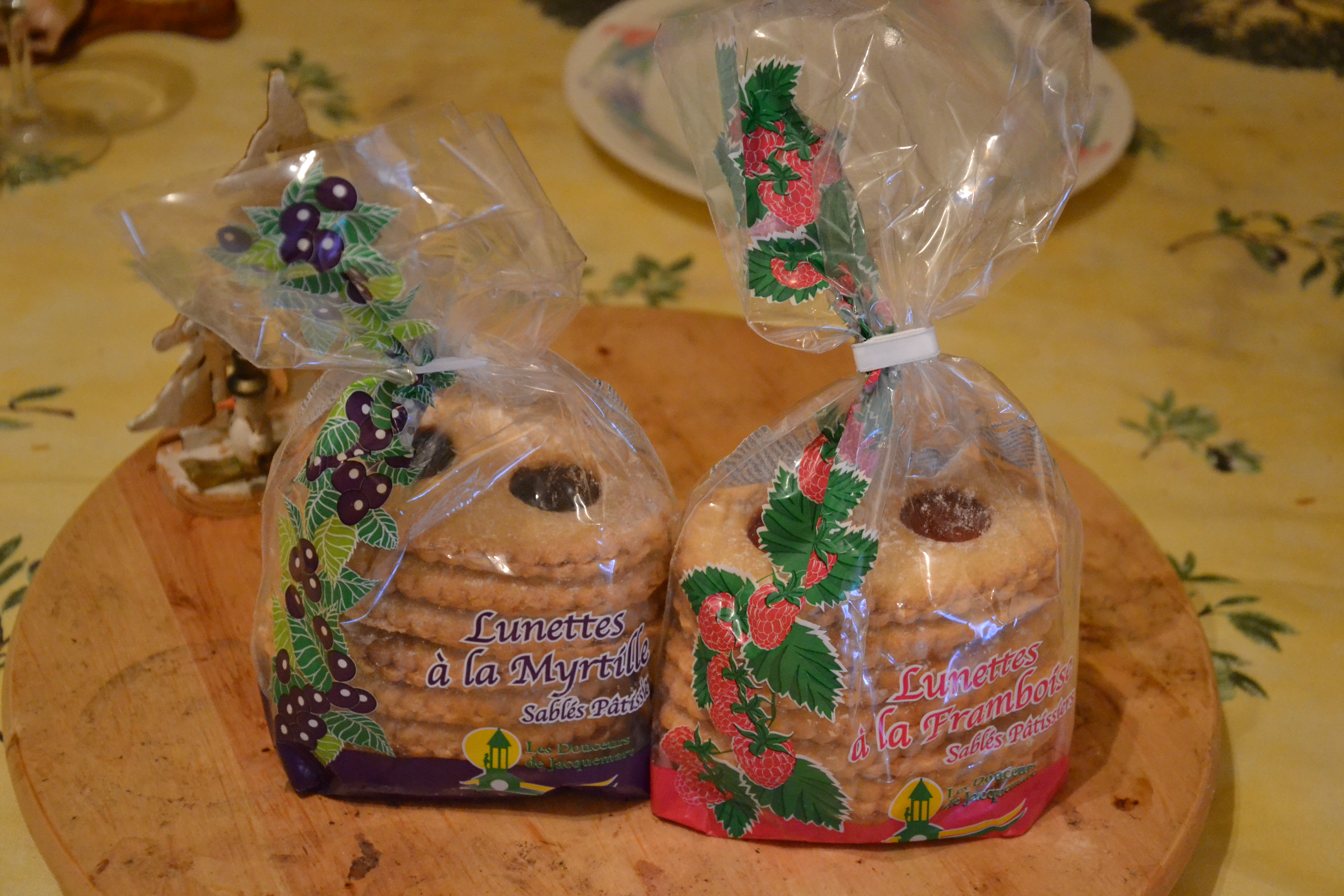
Sachets de lunettes de Romans
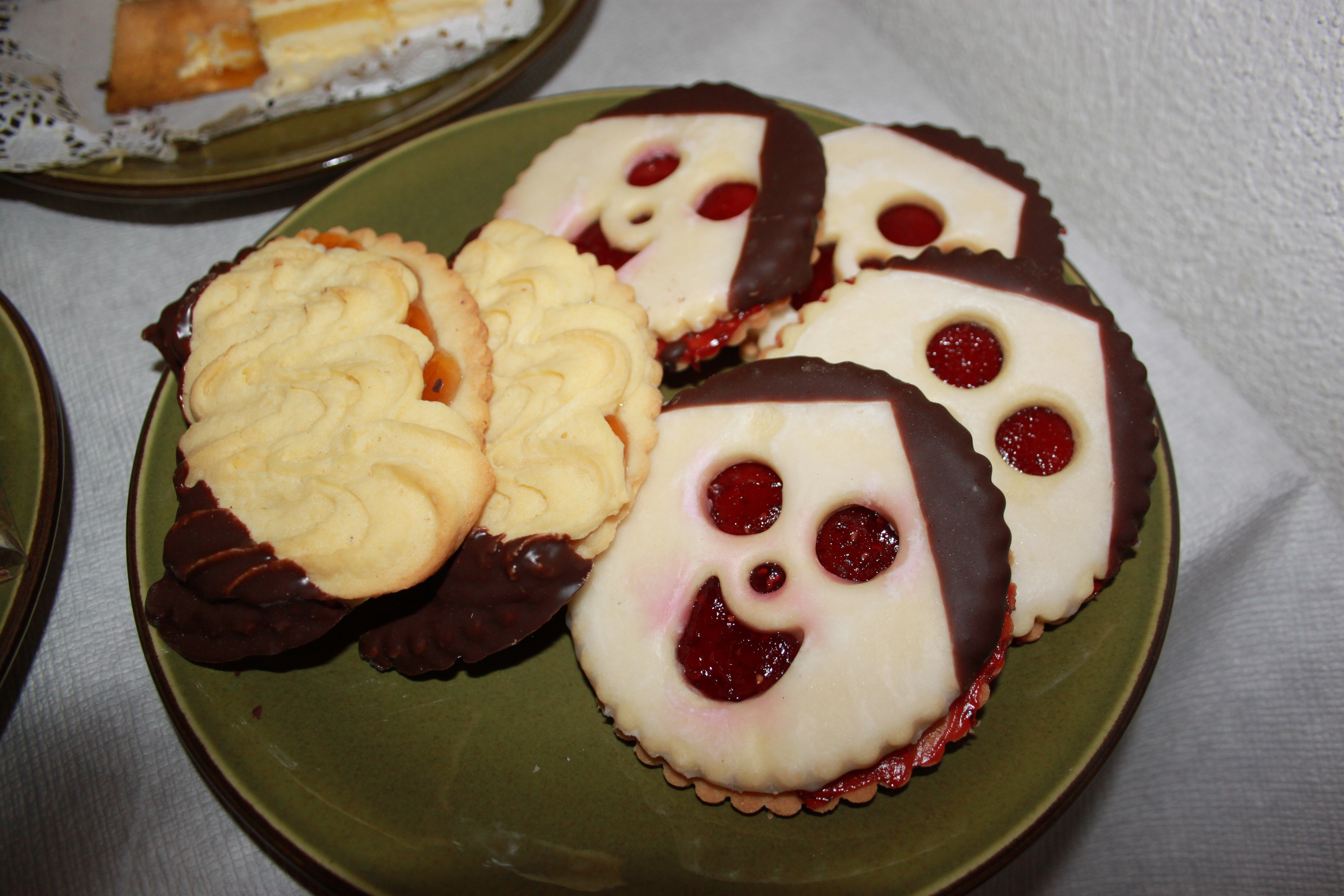
Imitation de lunettes de Romans

## Accord mets/boissons
C'est un biscuit de goûter de référence. Il est particulièrement apprécié au moment du thé ou du café. Mangé tel quel, il donne soif. Comme tout sablé, il peut s'accompagner de blanquette de Limoux et bien sûr d'une clairette de Die produite, elle aussi, dans la Drôme. 

## Commercialisation
Outre sa fabrication artisanale dans les différentes pâtisseries, une biscuiterie de Romans-sur-Isère, alimente la grande distribution. Ce qui fait qu'il n'est plus rare de trouver ces biscuits hors de la Drôme, puisque plusieurs enseignes les vendent sous des marques différentes, toujours en paquet de sept,.